# Ricard Benavent i Estivill
Ricard Benavent i Estivill (Barcelona, 28 de gener de 1867 - 26 de setembre de 1895) va destacar com a compositor i director literari en l'àmbit musical de la seva època.
Provingut d'una família amb una passió arrelada per les arts, fill d'un reconegut pintor a Reus Gaietà Benavent Rocamora, conegut com a “Don Cayetano”, i de Concepció Estivill i Rocamora també nascuda a Reus.
Durant la seva vida, Benavent va ocupar diferents rols, a destacar: director d'orquestra en el que va dirigir el Centre Musical Benavent a Madrid, ciutat on va residir durant un temps.
La seva importància radica en l'estrena de les seves obres en teatres emblemàtics. Una de les seves polques per a piano, "La portera", es va estrenar al Teatre Real. A més, la seva obra "La favorita del serrallo" va ser estrenada al Teatre Tívoli.
La data exacta de la seva defunció és motiu de debat. Pedrell assenyala l'any 1886, mentre que altres l'any 1895. Segons consta al registre de defuncions de Barcelona mor de tifus el 26 de setembre de 1895 als 28 anys, casat amb Teresina Martínez.

## Obra
Malauradament, la recopilació completa de les seves creacions musicals encara roman incompleta. No obstant això, s'han identificat diverses peces rellevants que abracen diferents gèneres i formats, destacant-se principalment en àmbits com la música escènica, simfònica, cançons i composicions per a piano.
- Música escènica: Cambio de papeles; La favorita del serrallo; La trompa de caza; Los aduladores; Sin contar con la huéspeda.

- Música simfònica: Capricho sinfónico; Gran Galop descriptivo ¡¡Pum!!; Marcha triunfal; Obertura en Do natural.

- Cançons: Los amos; Mi pensamiento; ¡Por qué te conocí!.

- Peces per a piano: Danza para piano; Globo cautivo; La portera; La vuelta del villorrio, Los reacios, Montañas rusas, Recuerdo español, Souvenir de la exposición universal de Barcelona, Tímida.[4]